# 谷よしの
谷 よしの（たに よしの、1917年1月17日 - 2006年2月4日（89歳没））は、日本の女優。数多くの映画で脇役を演じる。登場シーンは短いながら庶民的な味わいのある演技で作品に彩りを添えた。愛知県名古屋市生まれ。

## 経歴・人物
1936年7月、松竹入社。デビュー作は、島津保次郎監督の『浅草の灯』（1937年）。島津のもとで助監督を務めていた木下恵介から声がかかり、通行人の役で出演した。以降、『カルメン故郷に帰る』など、木下作品にほぼ毎回出演した。終戦直後に公開された『そよかぜ』にも出演している。
小津安二郎監督作品や『男はつらいよ』シリーズを始めとする山田洋次監督作品など、木下作品以外にも多くの映画に登場した。（ノンクレジット作品多数）『男はつらいよ』シリーズでは36作品に出演し、うち28作品にクレジットされている。与えられた役もいろいろだが、主に柴又「とらや」のご近所さん、旅館の仲居、「とらや」の客、花売りなどが多い。映画ほど多くはないがテレビドラマへの出演もある。
最後の出演作は、2000年公開の『ホーム・スイートホーム』（入院患者の役）だった。2006年2月4日に89歳で死去。

## 出演

### 映画
- 浅草の灯（1937年、松竹。島津保次郎監督作品）- 通行人
- 信子（1940年、松竹。清水宏監督作品）- 女子学生
- 冬木博士の家族（1940年、松竹。大庭秀雄監督作品）- 料亭の女中
- 愛機南へ飛ぶ（1943年、松竹。佐々木康監督作品）- 岩崎
- そよかぜ（1945年、松竹。佐々木康監督作品）- りんご農家のひと
- 大曾根家の朝（1946年、松竹。木下恵介作品）- 近所のひと
- 長屋紳士録 （1947年、松竹。小津安二郎監督作品）- おかみさん
- 象を喰った連中（1947年、松竹。吉村公三郎監督作品）- 汽車の乗客
- 安城家の舞踏会 （1947年、松竹。吉村公三郎監督作品）- 安城家の女中
- 結婚（1947年、松竹。木下恵介作品）- デモ隊を傍観するひと
- 不死鳥（1947年、松竹。木下恵介作品）- 八坂家の女中
- 駒鳥夫人（1948年、松竹。野村浩将監督作品）- 女中
- 風の中の牝雞（1948年、松竹。小津安二郎監督作品）- 看護婦A
- 醜聞（1950年、松竹。黒澤明監督作品）- アムール社の事務員
- てんやわんや（1950年、松竹。渋谷実監督作品）- ダンス教室を覗く見物人
- 東京キッド（1950年、松竹。斎藤寅次郎作品）- 街頭の聴衆/ホームレス
- 麥秋（1951年、松竹。小津安二郎監督作品）- 『多喜川』の女中
- 善魔（1951年、松竹。木下恵介監督作品）- 小料理屋の女中
- カルメン故郷に帰る（1951年、松竹。木下恵介監督作品）- 村人
- 少年期（1951年、松竹。木下恵介監督作品）- 防空壕へ避難したひと
- 海の花火（1951年、松竹。木下恵介監督作品）- 近所のひと
- 陽気な渡り鳥（1952年、松竹。佐々木康監督作品）- 観客
- とんかつ大将（1952年、松竹。川島雄三監督作品）- 貧乏長屋の住人
- 現代人（1952年、松竹。渋谷実監督作品）- 料亭の女中
- こんな私じゃなかったに（1952年、松竹。川島雄三監督作品）- 横山家の女中/芸者
- 明日は月給日（1952年、松竹。川島雄三監督作品）- 銀行の客/寄席のお茶子
- 日本の悲劇（1953年、松竹。木下恵介監督作品）- 『伊豆花』の女中
- 夏子の冒険（1953年、松竹。中村登監督作品）- 旅館の女中
- 新東京行進曲（1953年、松竹。川島雄三監督作品）- 賭博場の客
- 家族会議 東京篇 大阪篇（1954年、松竹。中村登監督作品）- 葬儀参列者
- この広い空のどこかに（1954年、松竹。小林正樹監督作品）
- 真実一路（1954年、松竹。川島雄三監督作品）- 千人針の婦人
- 遠い雲（1955年、松竹。木下恵介監督作品）- 寺田家の女中
- 野菊の如き君なりき（1955年、松竹。木下恵介監督作品）- お浜
- あこがれ（1955年、松竹。中村登監督作品）- 『長寿庵』の客
- 夕やけ雲（1956年、松竹。木下恵介監督作品）- 通りすがりのひと
- 太陽とバラ（1956年、松竹。木下恵介監督作品）- タバコ屋のおばさん
- 喜びも悲しみも幾歳月（1957年、松竹。木下恵介監督作品）- 灯台守の家族
- 体の中を風が吹く（1957年、松竹。川頭義郎監督作品）- 岡本家の別荘の女中
- 集金旅行（1957年、松竹。中村登監督作品）- 『望岳荘』の住人
- 抱かれた花嫁（1957年、松竹。番匠義彰監督作品）-『鮨忠』の女中
- 花嫁のおのろけ（1958年、松竹。野村芳太郎監督作品）- 結婚式の参列者
- 日日の背信（1958年、松竹。中村登監督作品）- 春日堂の女中
- この天の虹（1958年、松竹。木下恵介監督作品）- 居酒屋の女中
- 若き潮（1958年、松竹。堀内直真監督作品）- 正彦の妻
- 明日をつくる少女（1958年、松竹。井上和男監督作品）- 女工4
- 恋愛裁判（1959年、松竹。尾崎甫監督作品）- 佐藤家の女中
- 幸福の合唱（1959年、松竹。池田博監督作品）- 強の母
- 三羽烏三代記（1959年、松竹。番匠義彰監督作品）- 花嫁の着付け師
- 黄色いさくらんぼ（1960年、松竹。野村芳太郎監督作品)
- いろはにほへと（1960年、松竹。中村登監督作品）- 投資経済会の出資者
- 波の塔（1960年、松竹。中村登監督作品）- 旅館の客
- もず（1961年、松竹。渋谷実監督作品）- 宴会場の踊り手
- ゼロの焦点（1961年、松竹。野村芳太郎監督作品)
- 秋津温泉（1962年、松竹。吉田喜重監督作品）-『秋津荘』の女中
- 続愛染かつら（1962年、松竹。中村登監督作品）- 診療所の看護婦
- 風の視線（1963年、松竹。川頭義郎監督作品）- 料亭の女中
- 二人だけの砦（1963年、松竹。渋谷実監督作品）- 団地の住人
- 死闘の伝説（1963年、松竹。木下恵介監督作品）- 農民
- 拝啓天皇陛下様（1963年、松竹。野村芳太郎監督作品) - 近所のひと
- 見上げてごらん夜の星を（1963年、松竹。番匠義彰監督作品) - 農家のおばさん
- 香華（1964年、松竹。木下恵介監督作品）- 『叶楼』の遊女
- 続拝啓天皇陛下様（1964年、松竹。野村芳太郎監督作品) - 復員を祝う会の客
- 馬鹿まるだし（1964年、松竹。山田洋次監督作品）- 旅一座の座員
- いいかげん馬鹿（1964年、松竹。山田洋次監督作品）- 村人
- にっぽんぱらだいす（1964年、松竹。前田陽一監督作品）- 『ハレム』のおばさん
- 馬鹿が戦車でやって来る（1964年、松竹。山田洋次監督作品）- 村人
- 五瓣の椿（1964年、松竹。野村芳太郎監督作品) - 料理茶屋の女中
- 霧の旗（1965年、松竹。山田洋次監督作品）- 裁判の傍聴人
- ちんころ海女っこ（1965年、松竹。前田陽一監督作品）- 水汲み女
- 運が良けりゃ（1966年、松竹。山田洋次監督作品）- 女郎
- 横堀川（1966年、松竹。大庭秀雄監督作品）- 吉三郎の親戚/寄席で踊る客
- 九ちゃんのでっかい夢（1967年、松竹。山田洋次監督作品）- 小劇場のひと
- 女の一生（1967年、松竹。野村芳太郎監督作品）- 弥生家の使用人
- 喜劇 一発勝負（1967年、松竹。山田洋次監督作品）-『二宮荘』の女中
- 吹けば飛ぶよな男だが（1968年、松竹。山田洋次監督作品）-『エデン』の女中
- コント55号と水前寺清子の神様の恋人（1968年、松竹。野村芳太郎監督作品）
- 虹の中のレモン（1968年、松竹。斎藤耕一監督作品）- 祭の見物人
- わが闘争（1968年、松竹。中村登監督作品）- 商店のおかみさん
- 白昼堂々（1968年、松竹。野村芳太郎監督作品）- ワタ勝の仲間
- 喜劇 大安旅行（1968年、松竹。瀬川昌治監督作品）- 勝浦駅の降車客/結婚式の参列者/列車の乗客
- 落葉とくちづけ（1969年、松竹。斎藤耕一監督作品）- 掃除婦
- でっかいでっかい野郎（1969年、松竹。野村芳太郎監督作品）- 社長宅の女中
- 喜劇一発大必勝（1969年、松竹。山田洋次監督作品）- 荒木つる代と同じ長屋の住人
- めくらのお市 みだれ笠（1969年、松竹。市村泰一監督作品）- 旅一座の座員/村人
- 男はつらいよシリーズ
  - 男はつらいよ（1969年、松竹。山田洋次監督作品）- 近所のおばさん
  - 続・男はつらいよ（1969年、松竹。山田洋次監督作品）- 患者の付き添い・葬式の弔問客
  - 新・男はつらいよ（1970年、松竹。小林俊一監督作品）- 近所のおばさん
  - 男はつらいよ 望郷篇（1970年、松竹。山田洋次監督作品）- 宿の女中
  - 男はつらいよ 純情篇（1971年、松竹。山田洋次監督作品）- 旅館「丸重」の女中
  - 男はつらいよ 寅次郎恋歌（1971年、松竹。山田洋次監督作品）- 菊の花売り
  - 男はつらいよ 柴又慕情（1972年、松竹。山田洋次監督作品）- 金沢の宿の女中
  - 男はつらいよ 寅次郎夢枕（1972年、松竹。山田洋次監督作品）- 信州の宿の女中
  - 男はつらいよ 私の寅さん（1973年、松竹。山田洋次監督作品）- 柴又の民衆
  - 男はつらいよ 寅次郎恋やつれ（1974年、松竹。山田洋次監督作品）- うどん屋のおばさん
  - 男はつらいよ 寅次郎相合い傘（1975年、松竹。山田洋次監督作品）- 函館の宿の女中
  - 男はつらいよ 葛飾立志篇 （1975年、松竹。山田洋次監督作品）- 近所のおばさん
  - 男はつらいよ 寅次郎夕焼け小焼け（1976年、松竹。山田洋次監督作品）- とらやの客
  - 男はつらいよ 寅次郎純情詩集 （1976年、松竹。山田洋次監督作品）- 別府温泉の女中
  - 男はつらいよ 寅次郎と殿様 （1977年、松竹。山田洋次監督作品）- 旅館の女中
  - 男はつらいよ 寅次郎わが道をゆく（1978年、松竹。山田洋次監督作品）- 近所のおばさん・とらやの客
  - 男はつらいよ 噂の寅次郎（1978年、松竹。山田洋次監督作品）- 近所のおばさん
  - 男はつらいよ 翔んでる寅次郎（1979年、松竹。山田洋次監督作品）- 宿の女中
  - 男はつらいよ 寅次郎春の夢（1979年、松竹。山田洋次監督作品）- チャイナ服の女給・和歌山の旅館の女中
  - 男はつらいよ 寅次郎ハイビスカスの花（1980年、松竹。山田洋次監督作品）- ヨモギ売り・近所の人
  - 男はつらいよ 寅次郎かもめ歌（1980年、松竹。山田洋次監督作品）- 夢の中の村人/ホテルの女中/通行人
  - 男はつらいよ 浪花の恋の寅次郎（1981年、松竹。山田洋次監督作品）- とらやの客
  - 男はつらいよ 寅次郎紙風船（1981年、松竹。山田洋次監督作品）- 旅館の女中
  - 男はつらいよ 寅次郎あじさいの恋（1982年、松竹。山田洋次監督作品）- 食堂のおばさん
  - 男はつらいよ 花も嵐も寅次郎（1982年、松竹。山田洋次監督作品）- 花売り
  - 男はつらいよ 旅と女と寅次郎（1983年、松竹。山田洋次監督作品）- 夢の中の群衆・食堂のおばちゃん
  - 男はつらいよ 口笛を吹く寅次郎（1983年、松竹。山田洋次監督作品）- 親戚の人
  - 男はつらいよ 夜霧にむせぶ寅次郎（1984年、松竹。山田洋次監督作品）- 釧路の旅館の女中
  - 男はつらいよ 寅次郎真実一路（1984年、松竹。山田洋次監督作品）- 鹿児島の旅館の女中
  - 男はつらいよ 寅次郎恋愛塾（1985年、松竹。山田洋次監督作品）- 行商のおばさん
  - 男はつらいよ 柴又より愛をこめて（1985年、松竹。山田洋次監督作品）- 伊豆下田の旅館の女中
  - 男はつらいよ 寅次郎物語（1987年、松竹。山田洋次監督作品）- 旅館の女中
  - 男はつらいよ 寅次郎サラダ記念日（1988年、松竹。山田洋次監督作品）- 小諸の近所の人
  - 男はつらいよ 寅次郎心の旅路（1989年、松竹。山田洋次監督作品）- 宿の女中
  - 男はつらいよ 寅次郎の縁談（1993年、松竹。山田洋次監督作品）- 島の村人
  - 男はつらいよ 拝啓車寅次郎様（1994年、松竹。山田洋次監督作品）- 民宿のおばあさん
- 喜劇 男は愛嬌（1970年、松竹。森﨑東監督作品）- 近所のひと
- 家族（1970年、松竹。山田洋次監督作品）- 旅館の仲居
- 影の車（1970年、松竹。野村芳太郎監督作品）- 買い物客/保険の外交員
- 誰かさんと誰かさんが全員集合!! （1970年、松竹。渡邉祐介監督作品）- 婚約発表会の客
- 内海の輪（1971年、松竹。斉藤耕一監督作品）-『蓬莱峡』の仲居
- 初笑い びっくり武士道（1971年、松竹。野村芳太郎監督作品）- 仇討の見物人
- 喜劇 女は男のふるさとヨ（1971年、松竹。森崎東監督作品）- 『石巻劇場』のおばさん
- コント55号とミーコの絶体絶命（1971年、松竹。野村芳太郎監督作品）- 焼き鳥屋のおかみさん
- 喜劇 誘惑旅行（1972年、松竹。瀬川昌治監督作品）- フィリッピン人の乗船客
- 故郷（1972年、松竹。山田洋次監督作品）- 船大工の棟梁の家のひと
- あゝ声なき友（1972年、松竹。今井正監督作品）- 旅一座の座員
- 喜劇 怪談旅行（1972年、松竹。瀬川昌治監督作品）- 信平をからかうおばさん
- 旅の重さ（1972年、松竹。斎藤耕一監督作品）-旅館の仲居
- 喜劇 女売り出します（1972年、松竹。森崎東監督作品）- おばさん
- 同棲時代 -今日子と次郎-（1973年、松竹。山根成之監督作品）- 上條の母
- 宮本武蔵（1973年、松竹。加藤泰監督作品）- 宮本村の住人
- 必殺シリーズ
  - 必殺仕掛人（1973年、松竹。渡邉祐介監督作品）- 長屋のおかみさん
  - 必殺仕掛人 梅安蟻地獄（1973年、松竹。渡邉祐介監督作品）- 長屋のおかみさん
- しなの川（1973年、松竹。野村芳太郎監督作品）- 高野家の使用人
- 友情（1975年、松竹。宮崎晃監督作品）- 真鍋島の島民
- 幸福の黄色いハンカチ（1976年、松竹。山田洋次監督作品）- 旅館の仲居
- 俺たちの交響楽（1979年、松竹。朝間義隆監督作品）- 観客
- 震える舌 （1980年、松竹。野村芳太郎監督作品）- 給食の配膳係
- 真夜中の招待状（1981年、松竹。野村芳太郎監督作品）- 通院患者
- 息子（1991年、松竹、山田洋次監督）- 主婦（都電荒川線飛鳥山駅のホームで浅野哲夫（永瀬正敏）とぶつかり、茄子を７、８個落とす。）

### テレビドラマ
- 日高川（1967年、TBS）
- 木下恵介アワー（TBS）
  - 「あしたからの恋」（1970年）
  - 「思い橋」（1973年）
- ファミリー劇場（日本テレビ）
  - 「坊っちゃん」（1970年）
- おれは男だ! 第20話、38話（1971年 - 1972年、日本テレビ） - 漁師（20話）・看護師（38話）
- 青春をつっ走れ（1972年、フジテレビ）
- おこれ!男だ 第4話(1973年) - 江藤の脇に座る女性客
- 特捜記者 犯罪を追え（1974年、関西テレビ）
- 花王 愛の劇場「別れて生きる時も」（1978年、TBS）
- 土曜ワイド劇場（テレビ朝日）
  - 「死刑台の美女」（1978年4月8日）
  - 「帝銀事件 大量殺人 獄中32年の死刑囚」（1980年1月26日）
- 傑作推理劇場「砂の密室」（1981年8月19日、テレビ朝日）

## 関連書籍
- 阿部清司『谷よしの映画人生　天の巻』堀内家内工業、2005年 
  - インタビュー本。フリー編集者の堀内恭が個人で刊行している入谷コピー文庫の第一作。
- 阿部清司『追悼　女優・谷よしの』堀内家内工業、2006年
  - 上記の続編。追悼本。
- 山田太一ほか著『人は大切なことも忘れてしまうから―松竹大船撮影所物語』マガジンハウス、1995年 ISBN 4838702698
  - 谷へのインタビューを収録。